# ألتراس إيغلز
ألتراس إيغلز (بالإنجليزية: Ultras Eagles) هي مجموعة ألتراس مساندة لنادي الرجاء الرياضي المغربي، تأسست في 6 يونيو 2006 بمدينة الدار البيضاء. تُعد من أبرز وأشهر مجموعات الألتراس في المغرب والعالم .
تُعرف المجموعة بفلسفتها الخاصة في التشجيع، والتي تقوم على الاستقلالية، الوعي، والالتزام، كما اشتهرت بإنتاج تيفوهات (عروض بصرية) مبهرة ورسائل قوية تحمل أبعادًا اجتماعية وثقافية. من أشهر أغاني المجموعة أغنية "في بلادي ظلموني"، التي لقيت انتشارًا واسعًا داخل وخارج المغرب.
يلقّب أعضاء المجموعة بـالفيالقة ورجال البلاد، وهي ألقاب تعكس روح الانتماء، التضحية، والولاء للنادي وللوطن.
شعار المجموعة هو النسر، المستوحى من رمز نادي الرجاء الرياضي، ويمثل القوة والحرية والعزة.